# راسل (آیووا)
راسل (به انگلیسی: Russell) شهری در ایالت آیووا کشور ایالات متحده آمریکا است که جمعیت آن در سرشماری سال ۲۰۱۰ میلادی، ۵۵۴ نفر بوده‌است.